# 2010년 동계 올림픽 버뮤다 선수단
2010년 동계 올림픽 버뮤다 선수단은 캐나다 밴쿠버에서 개최된 2010년 동계 올림픽에 참가한 올림픽 버뮤다 선수단이다.

## 크로스 컨트리 스키
| 선수      | 종목           | 결과    | 결과   | 결과 |
| 선수      | 종목           | 시간    | 부족   | 순위 |
| --------- | -------------- | ------- | ------ | ---- |
| 터커 머피 | 남자 15km 프리 | 42:39.1 | 9:02.8 | 88   |

## 같이 보기
- 올림픽 버뮤다 선수단